# Южный Судан на летних Олимпийских играх 2016
Южный Судан на летних Олимпийских играх 2016 года — первое в истории участие Южного Судана в Олимпийских играх.
Международная ассоциация легкоатлетических федераций выдала Южному Судану три лицензии на участие в Играх атлетов (двое мужчин и женщина).
Ряд южносуданских спортсменов — Йех Пур Биль (бег 800 м); Джеймс Ньянг Чиенджек (легкая атлетика, бег 400 м); Анжелина Нада Лохалит (бег 1500 м); Роза Натике Локоньен (бег 800 м); Пауло Амотун Локоро (бег 1500 м) — выступили под флагом Олимпийского комитета в составе Олимпийской сборной беженцев.

## Результаты

### Лёгкая атлетика
Мужчины
Беговые дисциплины
| Дисциплина         | Спортсмен     | Предварительный раунд | Предварительный раунд | Полуфиналы           | Полуфиналы           | Финал                | Финал                |
| Дисциплина         | Спортсмен     | Время                 | Место                 | Время                | Место                | Время                | Место                |
| ------------------ | ------------- | --------------------- | --------------------- | -------------------- | -------------------- | -------------------- | -------------------- |
| бег на 1500 метров | Сантино Кений | 3:45.27               | 12                    | Завершил выступления | Завершил выступления | Завершил выступления | Завершил выступления |
| марафон            | Гуор Мариал   | Не проводится         | Не проводится         | Не проводится        | Не проводится        | 2:22:45              | 82                   |

Женщины
Беговые дисциплины
| Дисциплина        | Спортсмен                  | Предварительный раунд | Предварительный раунд | Полуфиналы            | Полуфиналы            | Финал                 | Финал                 |
| Дисциплина        | Спортсмен                  | Время                 | Место                 | Время                 | Место                 | Время                 | Место                 |
| ----------------- | -------------------------- | --------------------- | --------------------- | --------------------- | --------------------- | --------------------- | --------------------- |
| бег на 200 метров | Маргрет Румат Румар Хассан | 26.99 PB              | 8                     | Завершила выступления | Завершила выступления | Завершила выступления | Завершила выступления |